# Riama raneyi
Riama raneyi — вид ящірок родини гімнофтальмових (Gymnophthalmidae). Ендемік Еквадору.

## Поширення і екологія
Riama raneyi мешкають на східних схилах Андах на півночі Еквадору, в провінціях Напо, Сукумбіос і Карчі. Вони живуть в гірських хмарних лісах, на узліссях та на високогірних луках парамо. Зустрічаються на висоті від 1178 до 3506 м над рівнем моря.

## Збереження
МСОП класифікує цей вид як вразливий. Riama raneyi загрожує знищення природного середовища.